# ヴァルフ

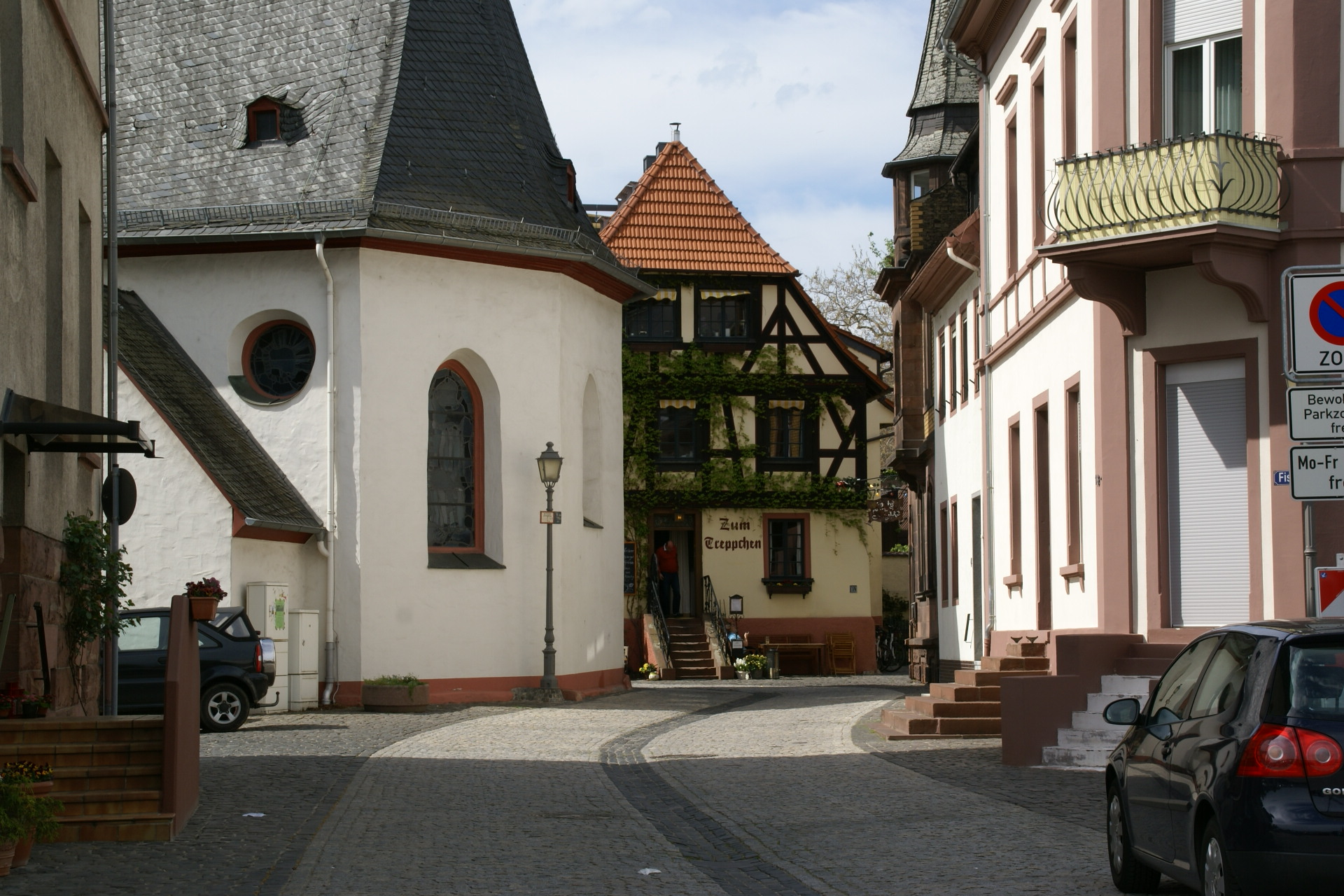
ヴァルフのキルヒガッセ

ヴァルフ (ドイツ語: Walluf) は、ドイツ連邦共和国ヘッセン州ダルムシュタット行政管区のラインガウ＝タウヌス郡に属す町村（以下、本項では便宜上「町」と記述する）である。この町はワイン造りの町である。

## 地理

### 位置
ヴァルフはタウヌス山地の南斜面、ライン川北岸のヴァルフタール（ヴァルフ川の谷）に位置している。この町はラインガウの最も東に位置する町である。

### 隣接する市町村
「ラインガウの門」とも呼ばれるヴァルフは、北と東は郡独立市ヴィースバーデンのフラウエンシュタイン地区とシールシュタイン地区、西はエルトヴィレ・アム・ラインと境を接している。南はライン川がラインラント＝プファルツ州の町ブーデンハイムとの町境をなしている。

### 自治体の構成
ヴァルフは、ニーダーヴァルフ地区とオーバーヴァルフ地区からなる。

## 歴史
ヴァルフは、770年に Waltaffa という表記で初めて文献に記録されている。この頃からワイン製造が営まれており、これによりヴァルフはラインガウで最も古いワイン製造の町である。ここから、マインツ大司教領によって設けられたラインガウアー・ゲビュックが始まる。これは隙間のない生け垣からなる国境防衛線である。ヴァルフをラインガウで最も重要な街道が通っていた。この街道は、その形からパン焼き窯と呼ばれた頑丈な門でゲビュックを通っていた。このことからヴァルフは「ラインガウの門」と呼ばれる。
11世紀に村の高台にもう一つの集落が形成された。この集落は独立した村、オーバーヴァルフとなった。ライン川沿いの古い村はこれ以後ニーダーヴァルフと呼ばれるようになった。
現存する最も古い770年の文書に記録された Waltaffa がニーダーヴァルフを指すのかオーバーヴァルフを指すのかは明かでない。Nidenwaldoff は1304年から登場する。元々は、ヴァルフの東側の村が現在のヨハニス教会跡やトゥルム城を囲んでいたのだが、12世紀に、マルティンタールなどと同じようにラインガウアーゲビュックで護られた西側に移動したのであった。これによりニーダーヴァルフは、ラインガウのマインツ選帝侯領部分に属した。1803年の選帝侯領廃止後この村はナッサウ＝ウージンゲン公領となり、ナッサウ公国時代にはアムト・エルトヴィレに属し、その後はラインガウ郡に属した。
ナチ政権時代、ニーダーヴァルフのヴィルデ歯車工場は、オーバーヴァルフの旅館「グリューナー・ヴァルト」に女性強制労働者の企業収容所を設けていた。1953年4月1日時点でこの収容所には16人の女性が収容されていた。
ヘッセン州の地域再編に伴い、1971年10月1日にニーダーヴァルフとオーバーヴァルフが合併して、新たな自治体ヴァルフが成立した。ヘッセン州自治体法に基づくオルツベツィルクは設けられなかった。
1988年12月15日、激しいガス爆発がこの町の住宅地を揺るがした。原因はガス供給網からのガス漏れで、スイッチの故障によって遠隔供給網から高圧のガスが送り込まれたことによるものであった。この爆発で2人が死亡し、多くの人が負傷した。約200人の住民が数日間の避難生活を余儀なくされた。
ニーダーヴァルフの中心部は酷い洪水に何度も襲われた。最も水位が高かったのは、昇順に、1995年1月、1970年2月、1988年3月（「世紀の洪水」）であった。ライン川に近い家へは、何日もの間、消防団が一時的に造った簡易的な橋やゴムボートを使わなければ行くことができなかった。

## 住民

### 住民構造
Zensus 2011 の調査結果によれば、調査日である2011年5月9日のヴァルフノ人口は5,542人であった。このうち外国人は361人 (6.5 %) で、159人がEU-圏内、128人がEU-外のヨーロッパ人、79人がその他の国であった。住民は2,685戸に住んでいた。このうち944戸が単身世帯、769戸が子供のいないペア、732戸が子供のいるペア、194戸が多世代世帯、47戸が共同生活世帯であった。1,578人 (28.5 %) が福音主義信者、2,075人 (37.4 %) がカトリック信者であった。

### 人口推移
| 年   | 人口（人） |
| ---- | ---------- |
| 1975 | 4,762      |
| 1980 | 5,347      |
| 1985 | 5,269      |
| 1990 | 5,590      |
| 1995 | 5,704      |
| 2000 | 5,883      |
| 2005 | 5,709      |
| 2010 | 5,547      |
| 2015 | 5,493      |
| 2020 | 5,462      |

## 行政

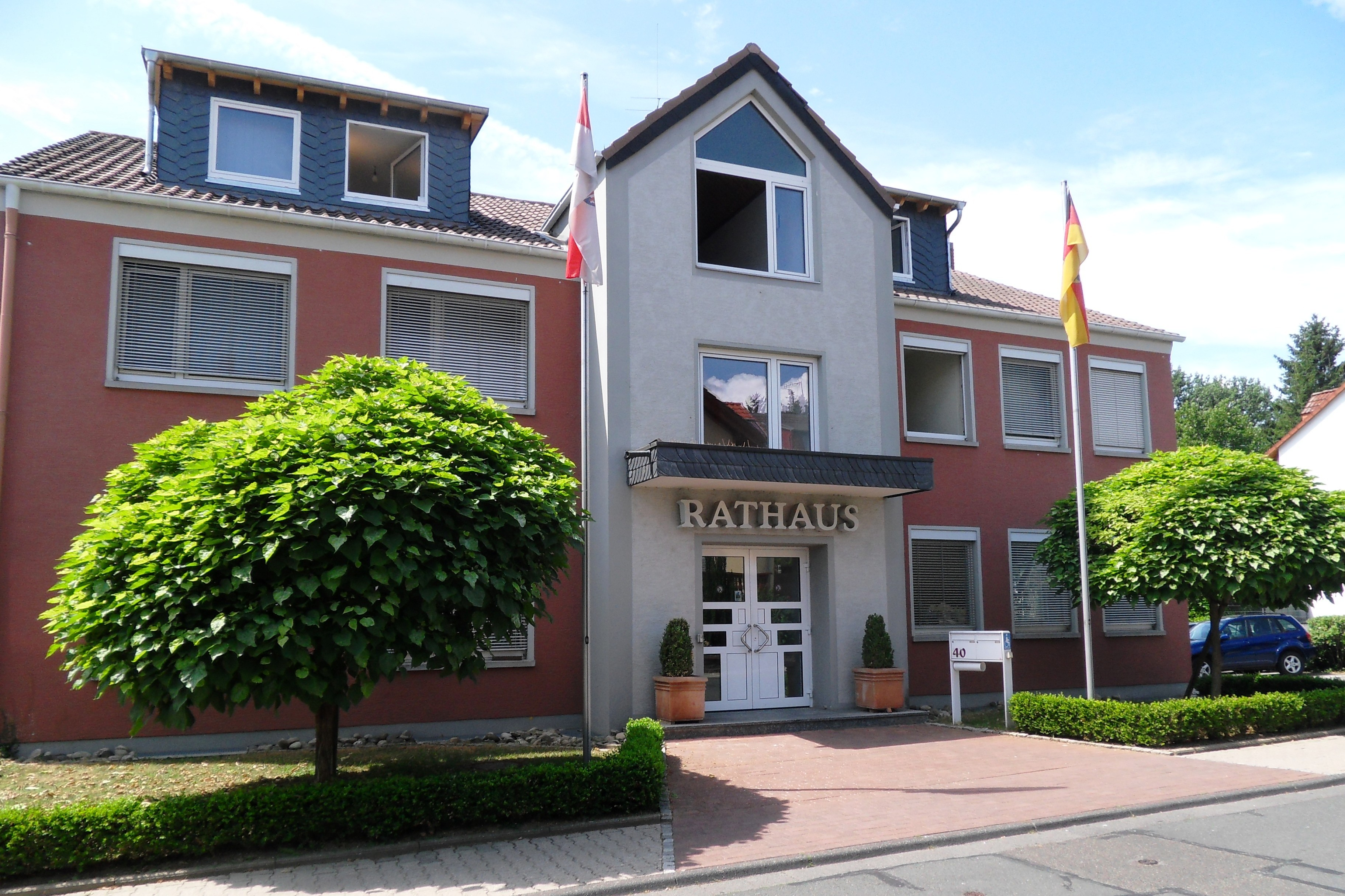
ヴァルフの町役場

### 議会
2021年現在、ヴァルフの町議会は25議席で構成されている。

### 首長
ヘッセン州の自治体法によれば、首長は、ヴァルフの場合首長と7人の名誉職の委員からなる町政委員の代表者である。ヘッセン州では1993年から6年ごとに直接選挙で首長が選出される。
2021年1月1日から無所属のニコラス・シュタヴリディスが町長を務めている。彼は2020年11月1日の選挙で町長に選出された。
過去の町長を列記する:
- 1971年 - 1976年: エーバーハルト・メール
- 1976年 - 1982年: ヴェルナー・クルト
- 1982年 - 1994年: ベルンハルト・ホフマン
- 1994年 - 1996年: ハインツ・シュピーカーマン (CDU) [13]
- 1996年 - 2002年: ユルゲン・クノーデ (CDU) [14]。
- 2002年 - 2020年: マンフレート・コール[15]

### 紋章
1971年11月8日に、当時ラインガウ郡に属していたヴァルフは、以下の図柄の紋章の使用を認可された。
図柄: 赤地と銀地に上下二分割。上部は十字で結ばれた2つの銀の輪。下部は逆の配色で書かれた W の文字。

### 姉妹自治体
- ラ・ロンド＝レ＝モール（フランス語版、英語版）（フランス、ヴァール県）[17]

## 文化と見所
ヴァルフは、ミヒャエル・アピッツの漫画「カール - シュペートレーゼライター」の登場人物の故郷である。

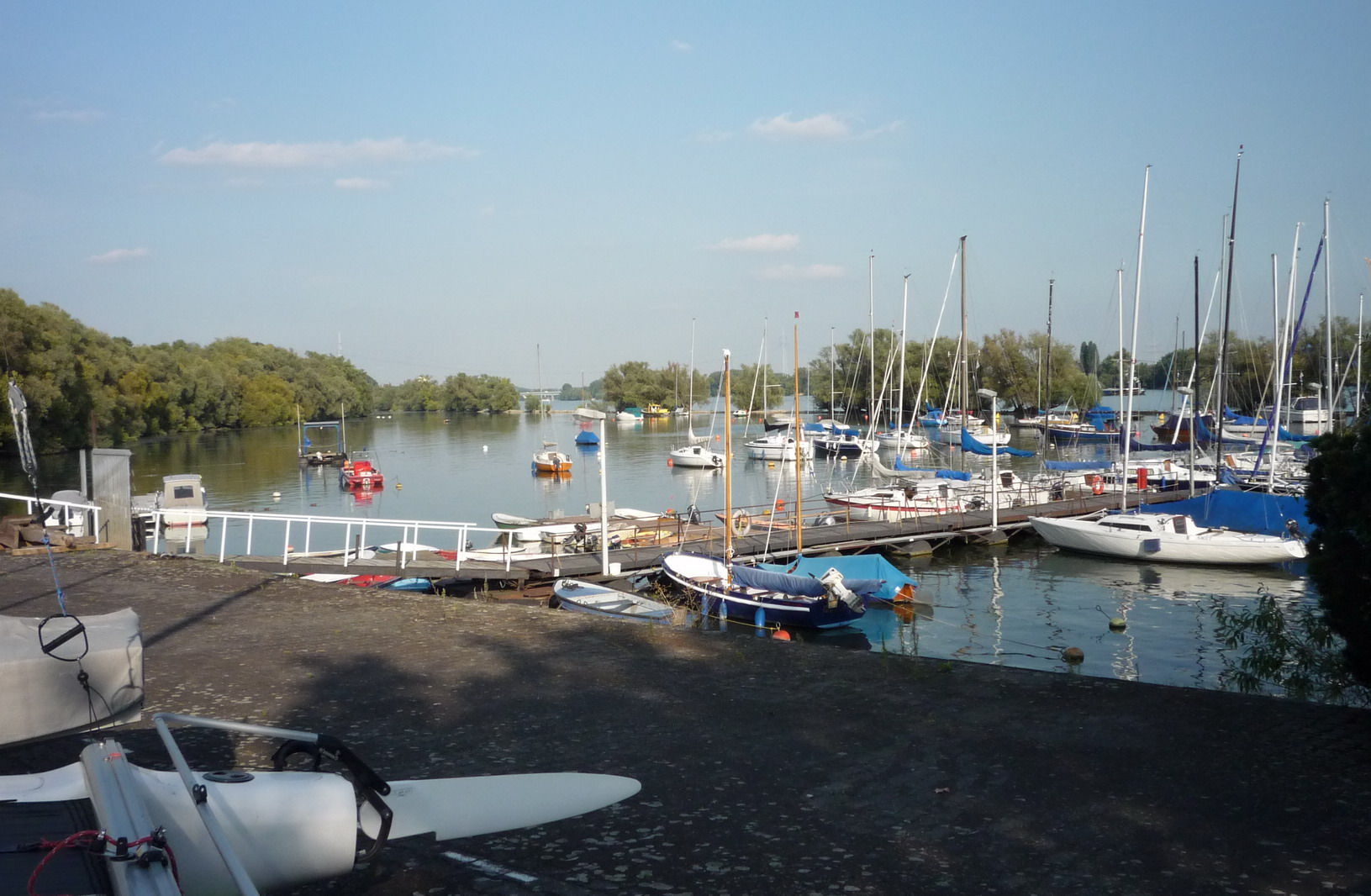
ヴァルフ・ヨット港

### クラブ・団体
ゼーゲルクラブ・ラインガウ（SCR、セーリングクラブ）はヴァルフを本拠地としている。このクラブには役300人の会員がおり、その約1/3がユーゲント部門に属すジュニア会員である。保有するボートは、大型から小型まで含めて約180艘で、一部はヨット港の桟橋に係留されている。このクラブは1900年に設立された。
FSVオーバーヴルフとSGヴァルフの2つのサッカークラブと、トゥルン・シュポルトフェライン (TSV) ヴァフルが、ヴァルフにある。2つのサッカークラブは、ライン川沿いのヨハニスフェルトのスポーツ広場を競技場として利用している。TSVヴァルフは、2015年にトゥルンフェライン・オーバーヴァルフ (TVO) フォン 1908、トゥルンフェライン・ニーダーヴァルフ (TVN) フォン 1908、ブライテンシュポルトフェライン (BSV) ヴァルフが統合されて成立した。
福音主義ハイランツゲマインデには、ライラント＝ボーイスカウト第VII隊のボーイスカウトグループと青年集会所「プロジェクト H」がある。

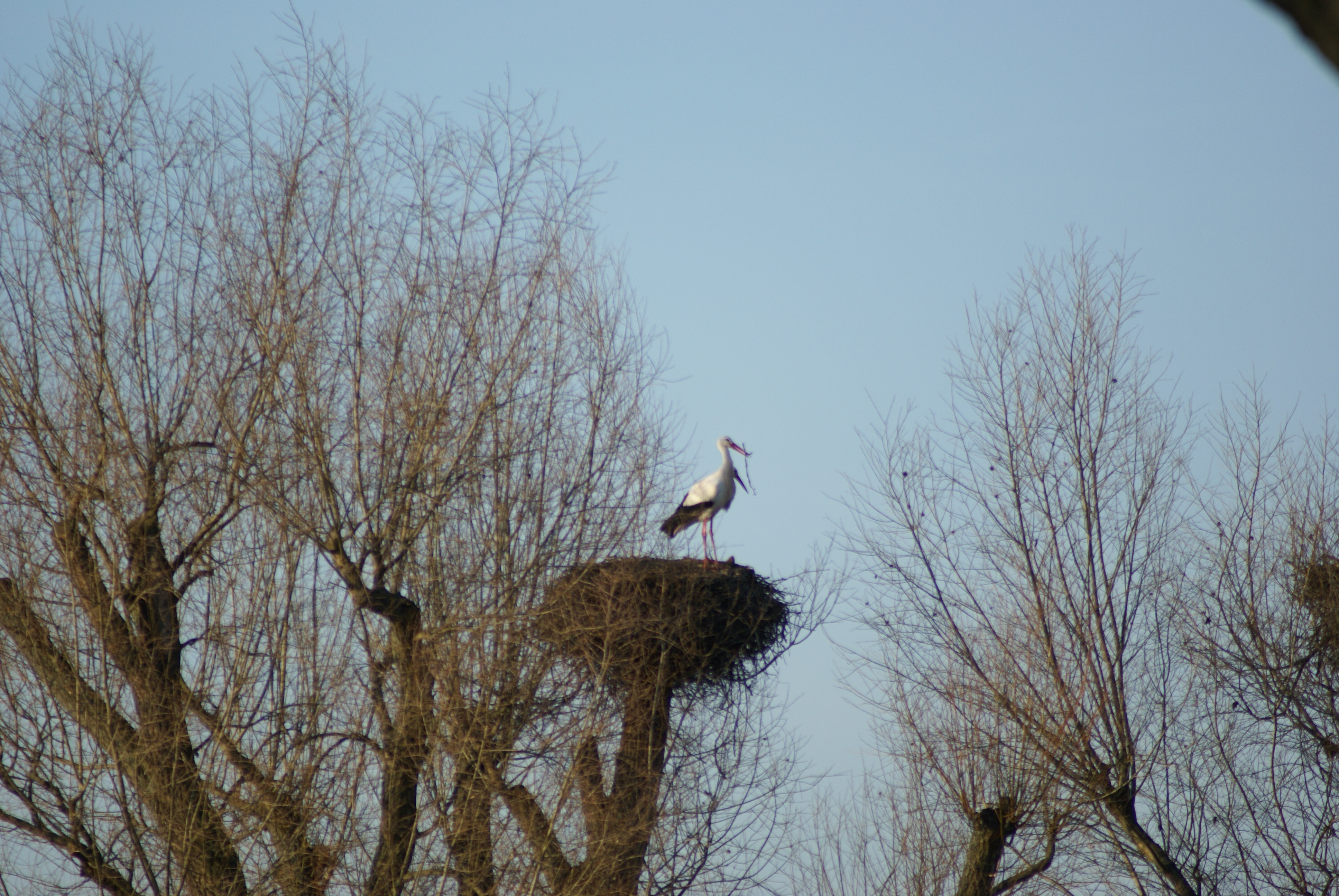
ヴァルファー・ブルフ自然保護区のコウノトリ

### コウノトリ
ヴァルフとヴィースバーデン＝シールシュタインとの間にニーダーヴァルフ自然保護区とシールシュタイン浄水場の水質保護区がある。1970年代からシールシュタイン・コウノトリ共同体は、ヴァルフやその周辺のシュバシコウをここに再び定住させた。

### 建築

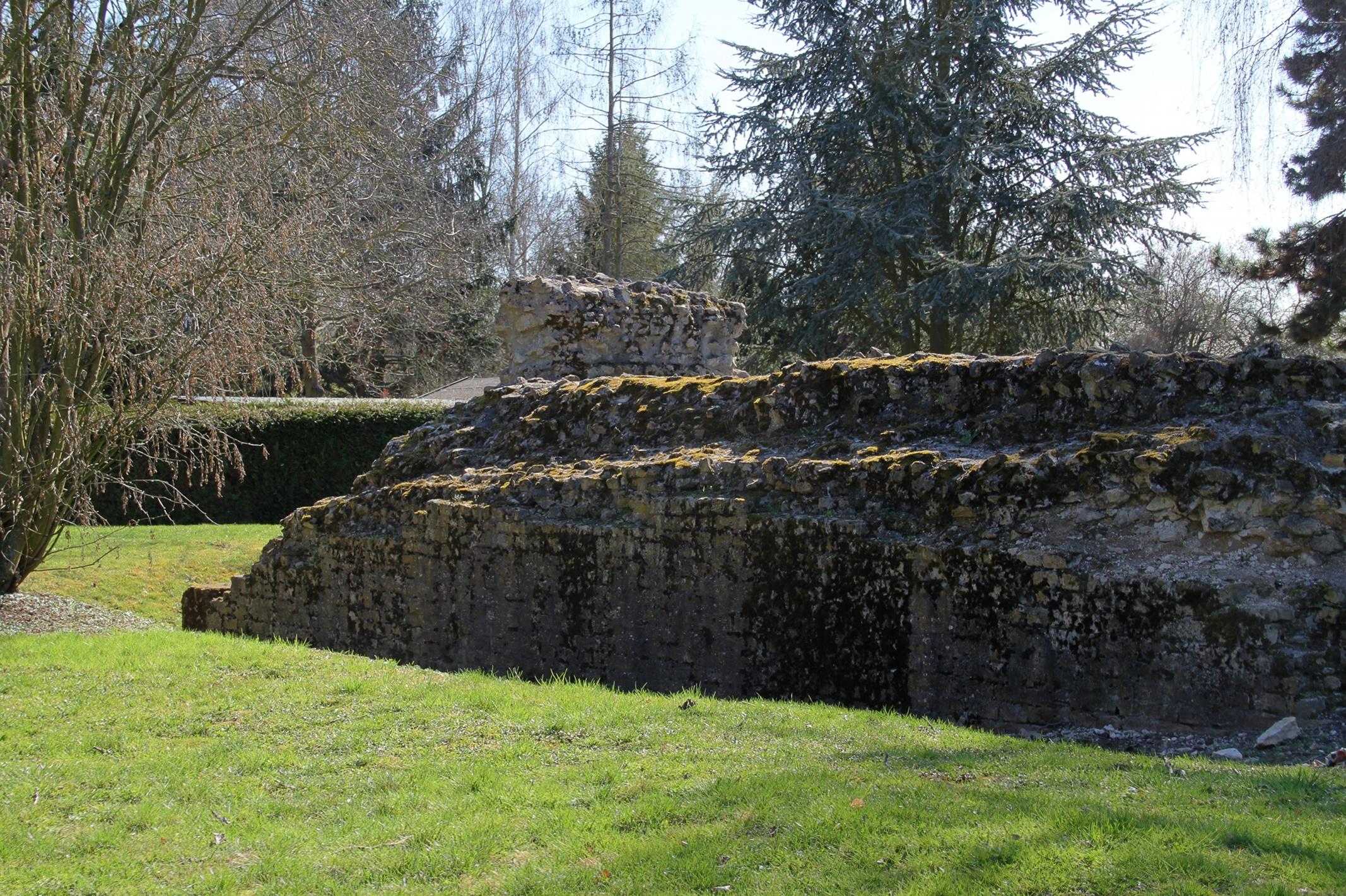
トゥルム城趾

#### トゥルム城
ヴァルフは770年に初めて文献に記録された。ニーダーヴァルフのトゥルム城の建設の歴史は判っていないが、1931年から1932年の発掘によって、トリュンマーベルクの麓から小貴族の城塞施設が出土した。
暗灰色の地層から数多くの陶片が発見されており、9世紀から10世紀のものである可能性が示された。鉄の精錬・加工の痕跡も発見された。
発掘調査で示されたように、帯曲輪を有するトゥルム城は以前からあった集落を護るためにその中に建設された。発掘により壁跡と大きな建物の基礎が発見され、この施設は1100年頃に西側に拡張されたことが示された。
ツゥルム城はかつて重要な場所を監視していた。この城はライン＝マイン地方に広く見られる、一連の組織化された下位の城塞の1つであった。
ヴァルフ付近で大きく曲がった後に再びまっすぐに流れているライン川は、見張りの者に両方向への視界を提供している。
タウヌスやラーン地方からの交易路はここでライン沿いの街道と交差し、渡し場を経て南に続いていた。
ヴァルフの西境に建設されたケーニヒスゾンダーガウ（直訳:「王のための特別地区」）の端に位置する集落は、後の歴史の中でナッサウ伯のレーエンとなり、リンダウアー・ゲリヒトに組み込まれた。
城の大きさは、11.60 × 9.60 m の四角形であった。壁の厚さは 2.20 m から 2.30 m あった。塔は、段階的に階層を緻密に積み上げたグスマウアーヴェルクである。最下層は洪水による危険性が高い場所であるため、充填物が詰め込まれていた。
東に向かって長さ約 17 m の堀のある防護壁が延びていた。この城は1200年頃に廃城となった。

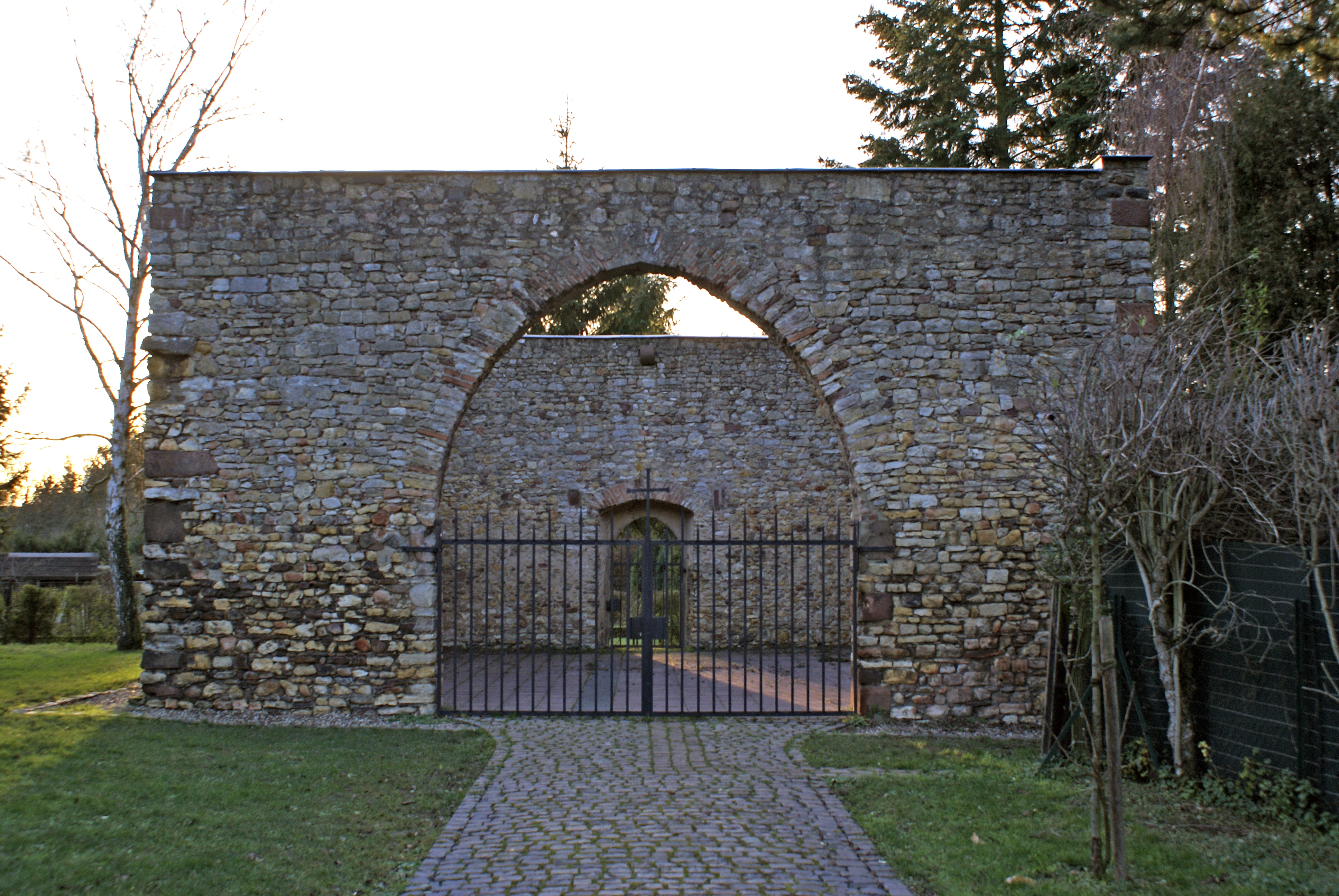
ヨハニス教会跡

#### ヨハニス教会
トゥルム城近くのヨハニス教会は10世紀にロマネスク様式のザールキルヒェとして建設された。北の側廊の拡張と、北および東の開口もロマネスク時代に行われた。この教会は防衛施設に組み込まれていた。
14世紀に住民たちは、ヴァルフバッハ右岸のゲビュックの保護地区内に撤退した。
その後この教会は完全に消失した。15世紀にゴシック様式の新しい教会堂に建て替えられた。北壁には古い教会の壁が取り込まれた。
三十年戦争でスウェーデン軍が司祭館を焼き払い、教会を荒らした。教会は修復された。
17世紀にはこの教会で礼拝が行われ、納骨室が示す通り埋葬が行われ、聖体の祝日のパレードが行われていた。10世紀に建設されていた町の中心部にあるアーデルハイト礼拝堂の拡充によって、18世紀初めにこの教会は重要性を失った。ヨハニス教会の脇祭壇や主祭壇は、洗礼者聖ヨハネに献堂された新しい教会に移された。
1773年にはまだ、司祭がヨハニスフェルトの教会維持を主張していた。
戦争により貧しくなったことから、ニーダーヴァルフはナッサウ政府に19世紀初めに教会の取り壊し許可を請願した。しかし所有権が紛糾したために許可は得られなかった。教会はゆっくりと朽ちていった。この教会は納屋、氷室、家畜小屋として使われた。
1960年代にヴァルフの住民たちは荒廃した広場の草刈りを行い、維持・保全策が協議された。
現在ここは礼拝と文化行事に利用されている。ヴァルフの町政当局はその歴史的重要性を考慮して、2001年にこの広場を新たに整備した。

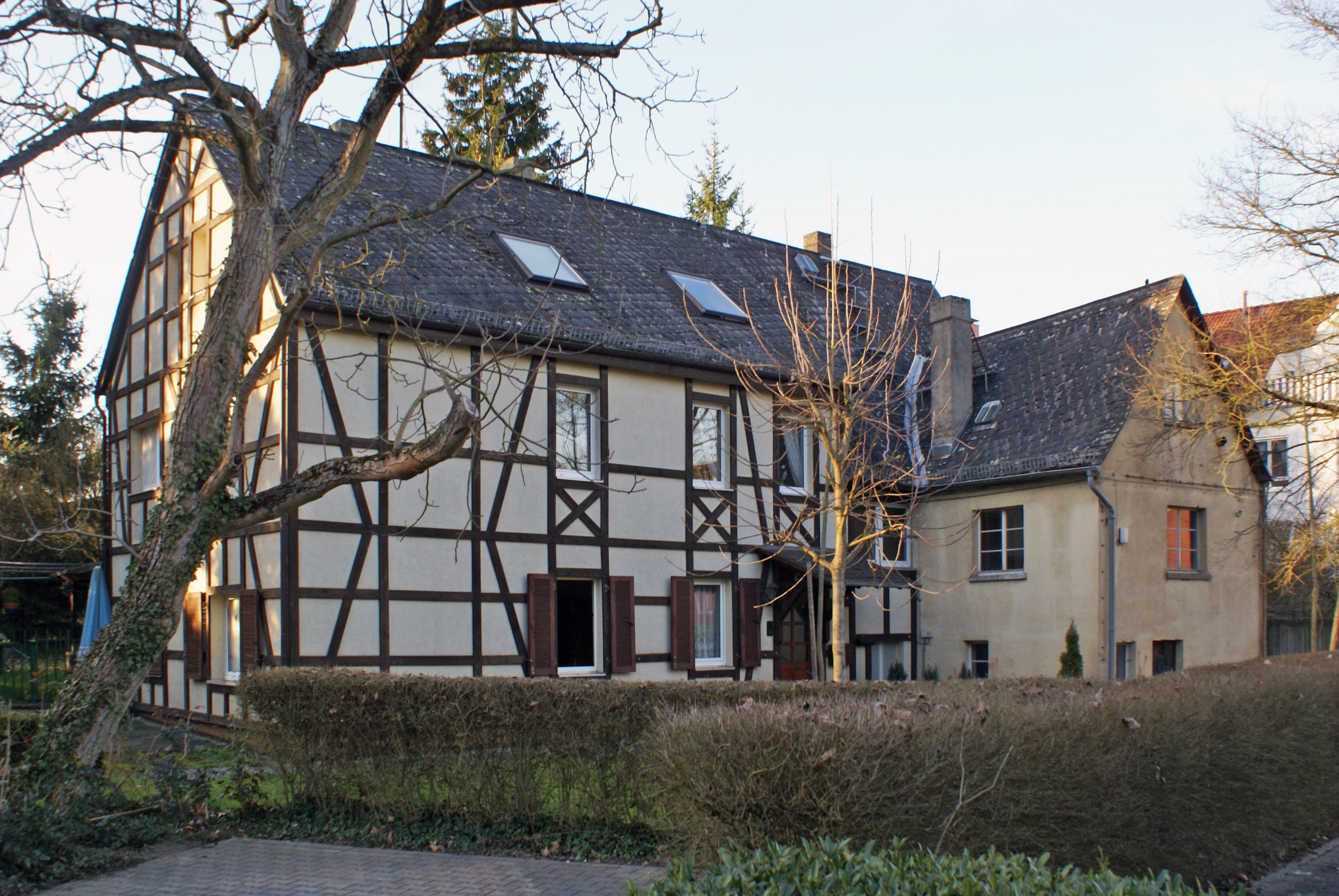
キルヒナー水車

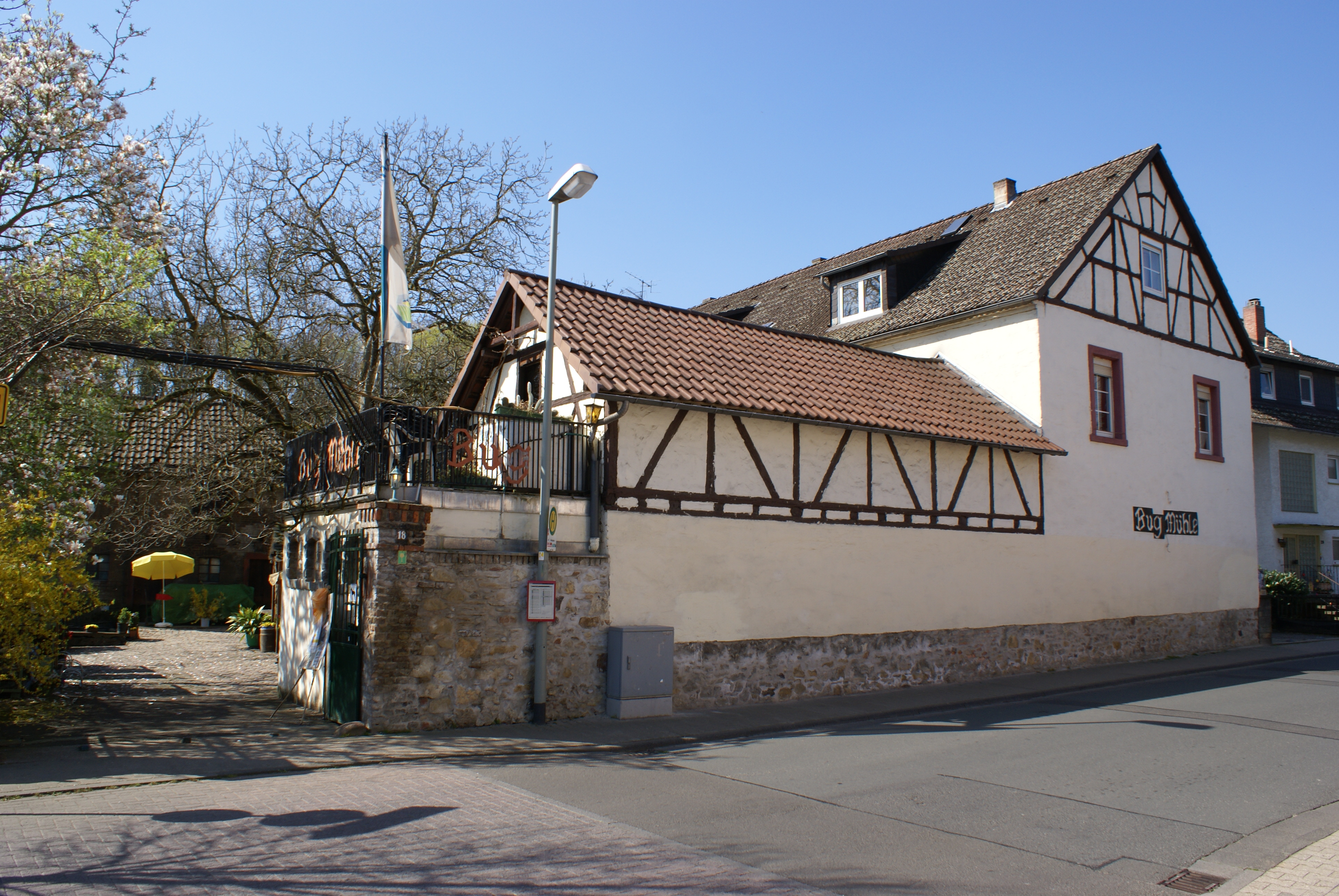
ブーク水車

### 水車
ヴァルファー・ミュールグラーベン（直訳: ヴァルフの水車用水路）沿いの数多くの旧水車が、この町のかつての経済発展を物語っている。
- キルヒナー水車: 建造年は明かでない。現在この敷地内に町役場が設けられている。
- ブーク水車: この水車は1393年以前に建設された。ヴァルファー・ミュールグラーベンでは数少ない、回転する車輪が遺されている建物である。
- ヒルト水車: 1715年にキートリヒのヨハン・コッホによって建造された。現在は「ミューレ・デア・シェーネン・キュンステ」（直訳: 美しい芸術の水車）の名で、企業イベント、文化行事が行われている[19]。
- ヴェラー水車: 建造年は明かでない。1880年頃に稼働終了した。
- アルネット水車: 13世紀にオーバーヴァルフの水車として初めて記録されているのがおそらくアルネット水車であるとされている。長年所有していたアルネット家から2013年に売却され、メール家の所有となった[20]。
- ディーフェンバッハ水車: 精確な建造年は不明である。1671年に初めて記録された時の所有者は、ボーデンハイムのユンカー、モルスベルガーであった。
- ディッケシャイト水車: ヴァルフタールでおそらく最も古い製粉水車である。1956年に稼働停止し、1978年に全ての建物が取り壊された。
- クニーゼル水車: 建造年は不明である、1892年に Dr.ディートリヒ&ブロックフース社の所有となり、取り壊されて、工場が建てられた。
- ディット水車: 建造年は不明であるが、1600年にはすでに存在していた。1917年に化学系企業ブロックフースAGの所有となった。
- シュラム水車: 1747年にペーター・ビショフによって建設された。1910年に化学系企業ブロックフースAGが購入した。

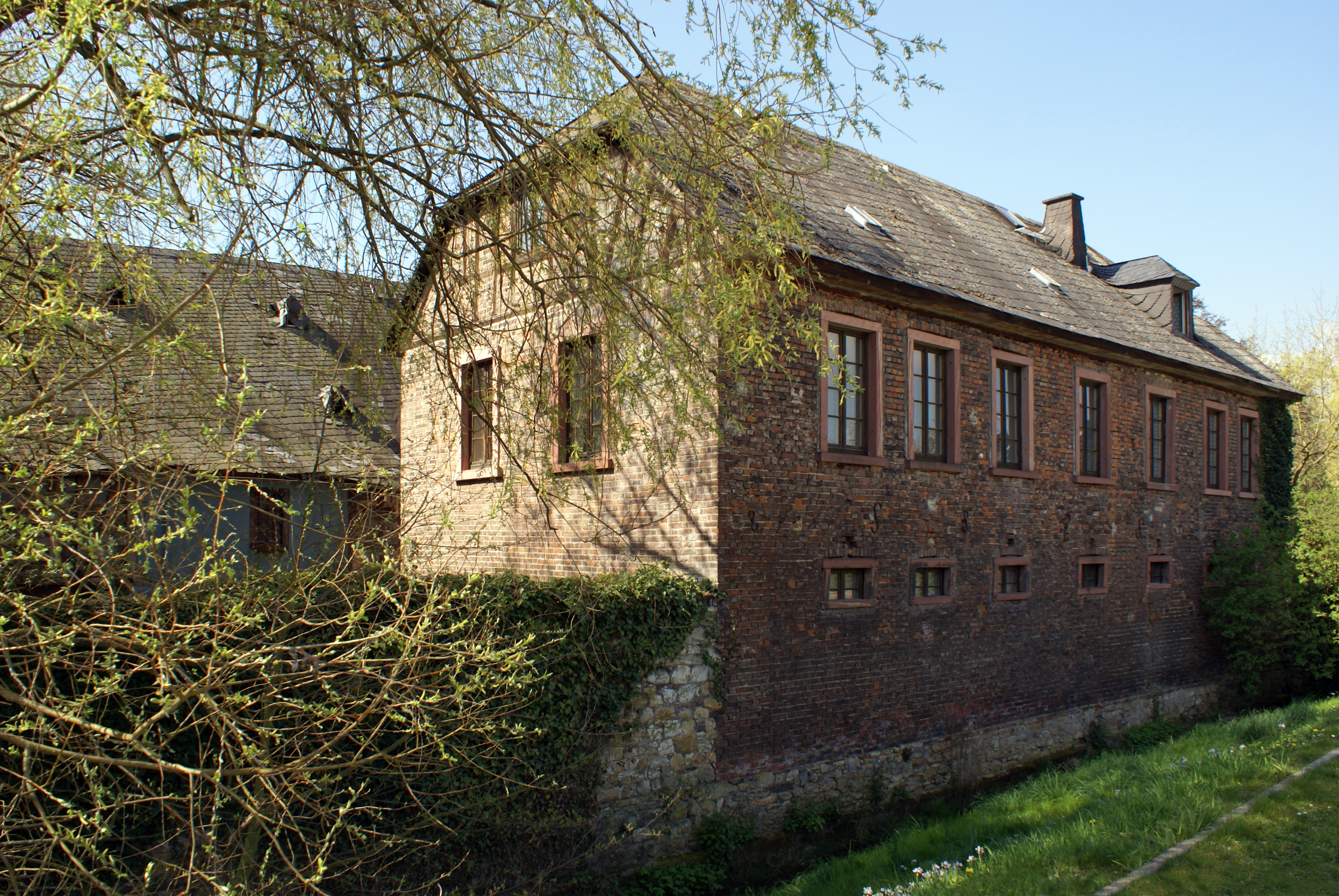
ヒルト水車
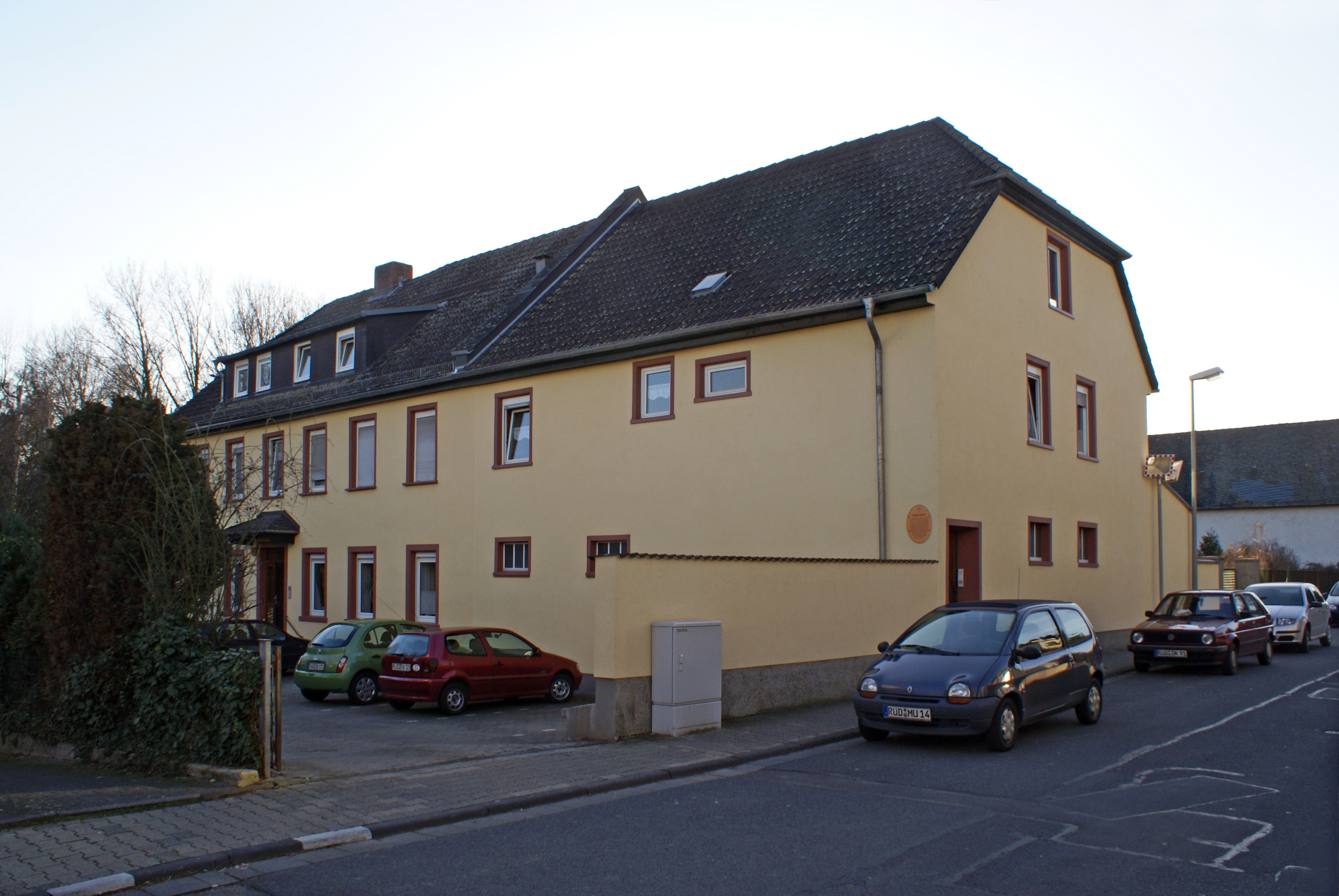
ヴェラー水車
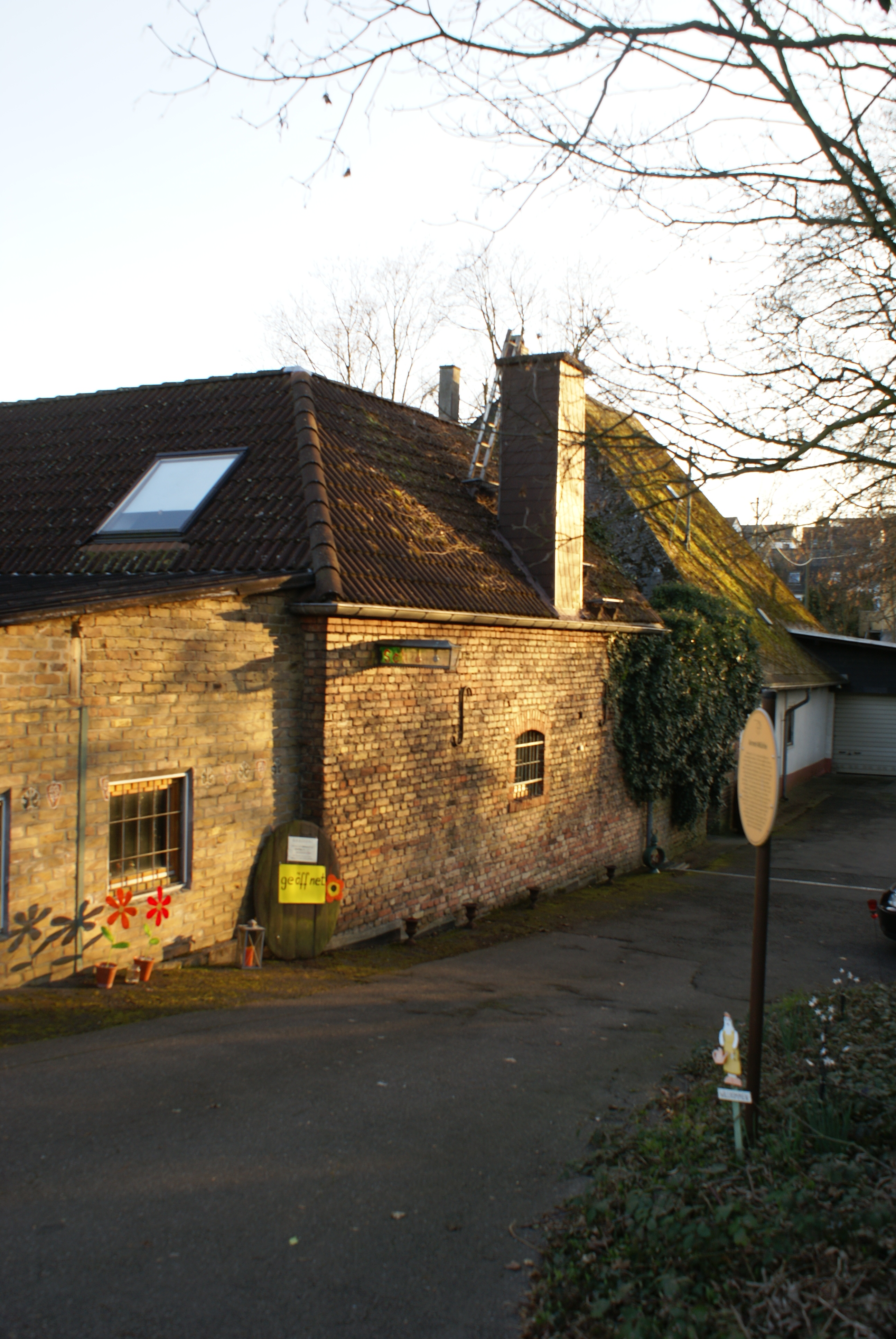
アルネット水車

## 経済と社会資本

### 教育
ヴァルフ町内には幼稚園が3園ある。このうち2園がニーダーヴァルフ、1園がオーバーヴァルフに位置している。ヴァルフには基礎課程学校のヴァルタールシューレがある。これよりも上級の学校（ギムナジウムや実科学校）は、近隣のエルトヴィレ（ギムナジウム・エルトヴィレ、グーテンベルクシューレ）やヴィースバーデン（様々なギムナジウムや実科学校）およびガイゼンハイム（ラインガウシューレ、ザンクト・ウルズラ＝シューレ）にある。

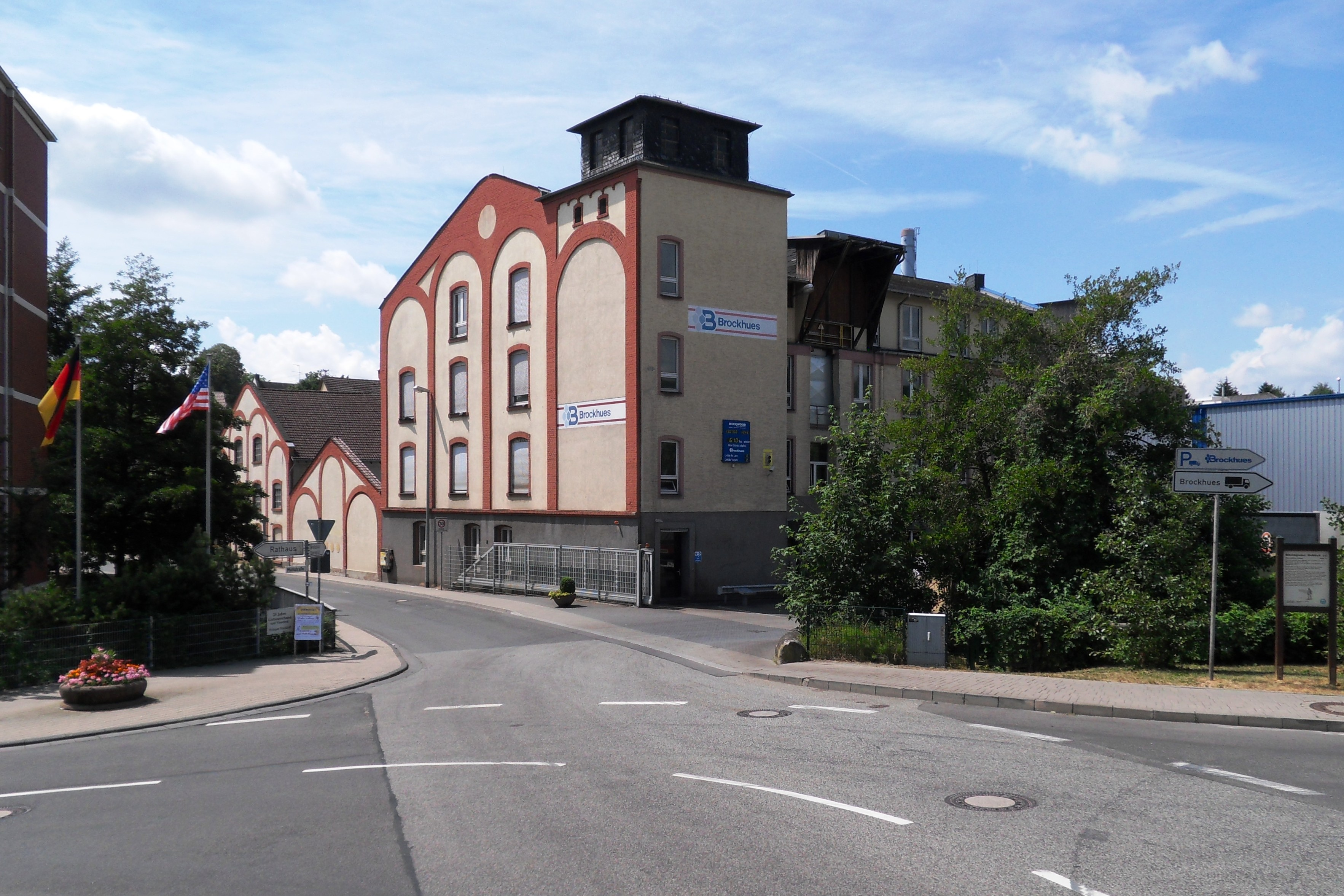
ブロックフース本社

### 経済構造
町内のニーダーヴァルフの北、マルティスターラー通り沿いに、連邦道 B42号線に接続する産業地区が開発されている。この地区は数年間で集中的な成長を遂げた。多くの手工業企業やサービス業者の他に、全国的あるいは国際的に知られる企業もヴァルフに本社を置いている。バウアー・メディア・グループの子会社である VU フェアラークスウニオーン KG、IQ-カンパニーAG、スパイスと食品添加物のメーカーであるヴァン・ヘース GmbH、エンゲル・エレクトロモトーレン AG、アメリカのフンツマン・コンツェルンに属す化学企業ブロックフースなどである。

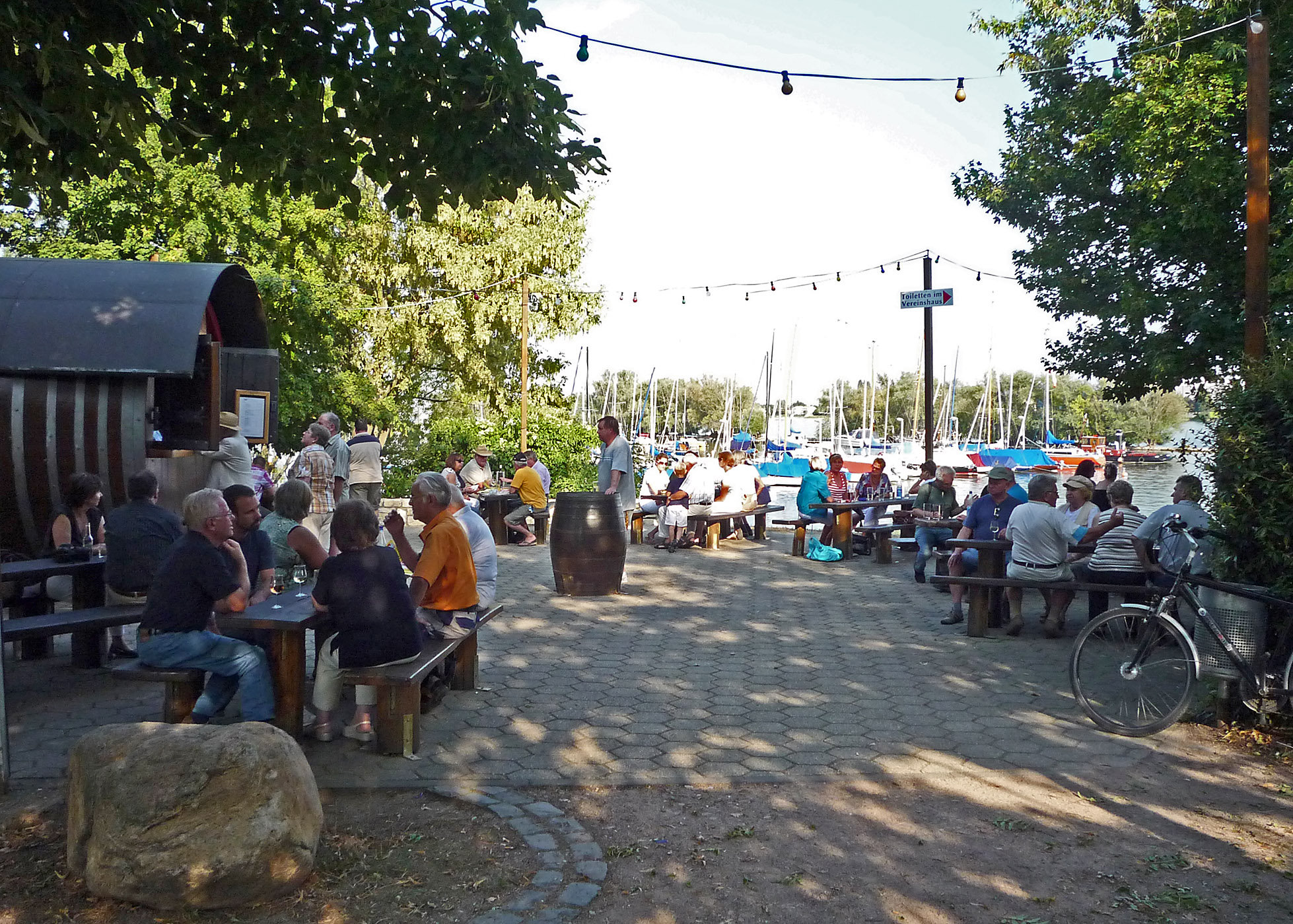
ヴァルフのライン河畔のワイン・スタンド

### ワイン
ヴァルフは、他のラインガウの市町村と同じように、多くのワイナリー直営店や居酒屋があるワイン造りの町である。ブドウ農場はフィトゥスベルク、ランゲンシュテュック、ヴァルケンベルク、ゴッテスアッカー、オーバーベルク、ベルク＝ビルトシュトックがある。主にリースリングが栽培されているが、シュペートブルグンダー、ヴァイスブルグンダーやその他の種類も栽培されている。ヴァルフのワインは傑出した品質を持つが、知名度の店では隣接するエルトヴィレ・アム・ラインの陰に隠れている。有名なワイナリーとしては、ボネット、ベッカー、メール、ルスラー、シュヴァイベッヒャー、アルネット、クレルナー・ウント・エルベン、シェラー、ブークがある。これらの一部は直営店や居酒屋を営業しており、ワインや典型的なラインガウ料理が供されている。

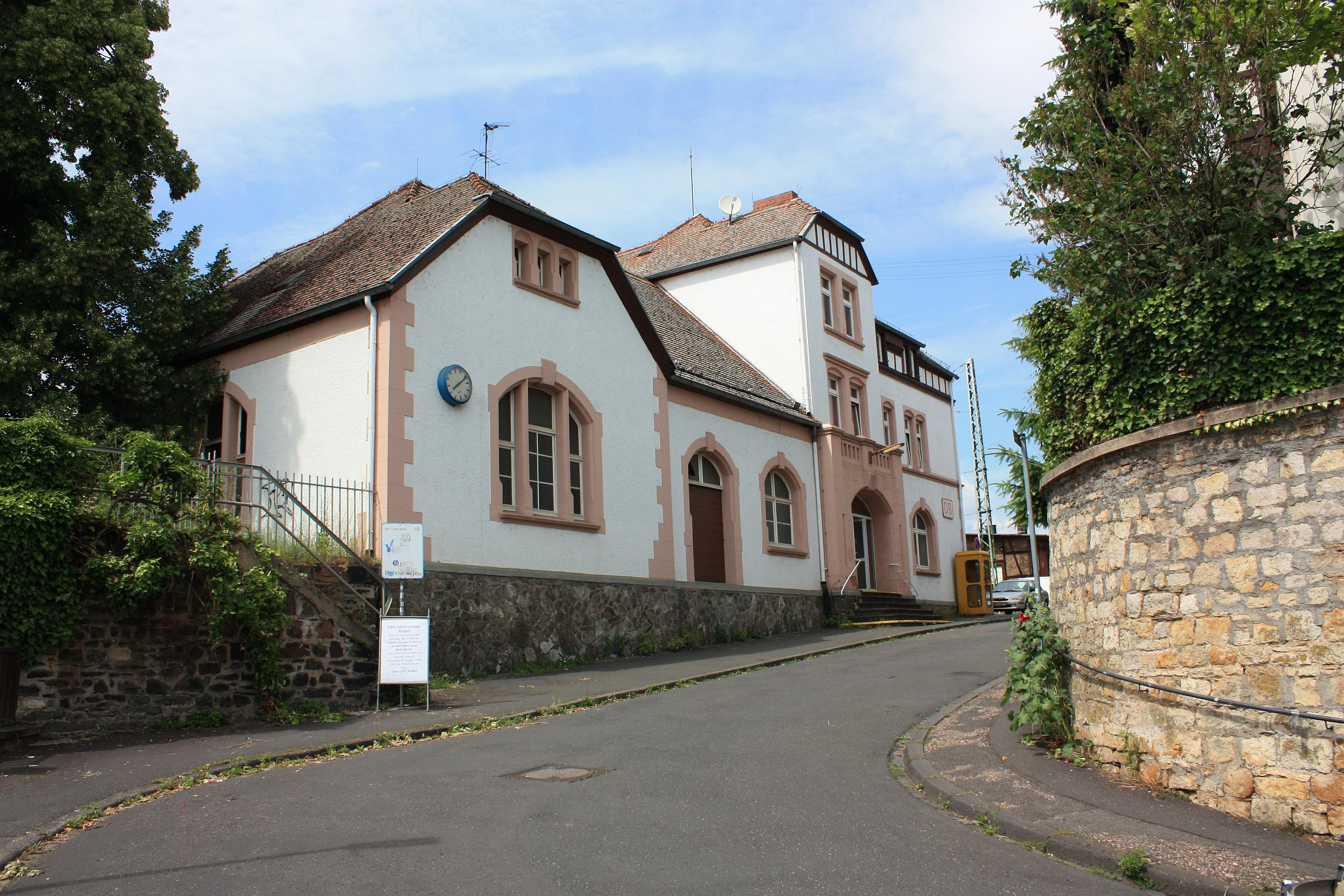
ニーダーヴァルフ駅

### 交通
ヴァルフはライン川右岸のコブレンツ - ヴィースバーデン・ルート上に位置している。ニーダーヴァルフ駅には、1時間ごと（ラッシュ時には30分ごと）に、フランクフルト・アム・マインとノイヴィートとを結ぶ Vias社のレギオナルバーン（ラインガウ線）が発着する。
同じくライン川右岸を連邦道 B42号線が通っている。この道路は東の町境でアウトバーン A66号線に替わる。B42号線から、タウスヌス山地に入るB260号線が分岐している。
シールシュタイン橋が閉鎖されたため、2015年2月19日から4月24日までライン川を渡ってラインラント＝プファルツ州のブンデンハイムへ行くカーフェリーが運航していた。

### 自転車道
ライン川の河畔を自転車道が通っている。
- ヘッセン広域自転車道 R3号線（ライン＝マイン＝キンツィヒ自転車道）は、「シュペートレーザーライターの痕跡をたどる」というモットーの下、ライン川、マイン川、キンツィヒ川沿い、フルダを通ってレーン山地（ドイツ語版、英語版）のタンまで延びている。エルトヴィレ＝ホーホハイム・アム・マインまでの区間は、ラインガウアー・リースリング＝ルートを通る[23]。
- ライン自転車道（ドイツ語版、英語版）は、全長約1,230 km の自転車道で、スイス・アルプスのオーバーアルプ峠近くのライン川水源地域からロッテルダム近郊の河口まで5つの国を通る[24]。

## 人物

### 出身者
- フランツ・エーゲンニーフ（ドイツ語版、英語版）（1874年 - 1949年）バリトン歌手、映画俳優

### 訳注
1. ↑  ドイツ語: Gebückは、樹木や逆茂木などで国境を護る鹿砦を意味する。
2. ↑  地区代表や地区委員会を有する行政地区
3. ↑  ドイツ語: Gussmauerwerk、外壁はレンガ、内部はモルタルと石の混合物で造られた構造物